# Краковская музыкальная академия

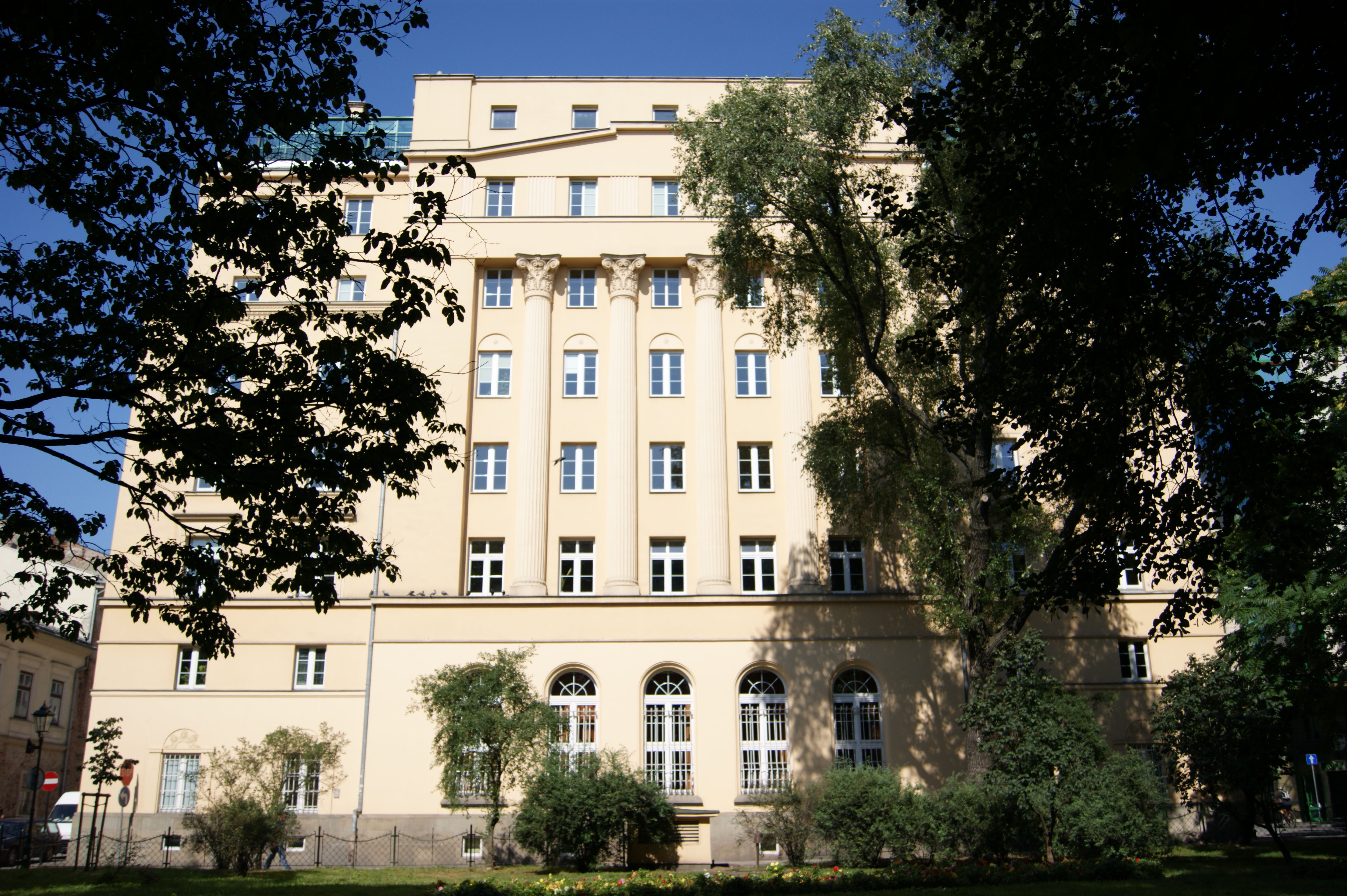
Здание Краковской музыкальной академии

Краковская музыкальная академия (пол. Akademia Muzyczna w Krakowie) — польское высшее музыкальное учебное заведение, расположенное в Кракове.

## История
Была основана в 1888 году как Консерватория Музыкального общества (пол. Konserwatorium Towarzystwa Muzycznego) на основе школы Музыкального общества, действовавшей с 1867 года. Первым руководителем консерватории стал композитор Владислав Желенский, покровительницей заведения была княгиня Марцелина Чарторыйская (1817—1894), некогда в Париже бравшая уроки фортепиано у Фридерика Шопена. Постепенно развиваясь, консерватория достигла своего расцвета во второй половине 1920-х гг., когда количество студентов в ней достигало 600, а среди преподавателей были международно известные специалисты (в частности, в 1928 г. класс фортепиано вёл Эгон Петри). В начале 1940 г. консерватория была закрыта немецкими оккупационными властями.
Уже в 1945 г. консерватория заработала вновь, в следующем году получив название Краковской государственной высшей школы музыки (пол. Państwowa Wyższa Szkoła Muzyczna). С 1979 года носит нынешнее название.

## Ректоры
- Владислав Желенский (1888—1921)
- Виктор Барабаш (1921—1928)
- Михал Юлиан Пиотровский (1929—1938)
- Болеслав Валлек-Валевский (1938—1939)
- Збигнев Джевецкий (1946—1952)
- Стефания Лобачевская (1952—1955)
- Бронислав Рутковский (1955—1964)
- Евгения Уминьская (1964—1966)
- Ян Хофман (1966—1969)
- Юзеф Хведчук (1969—1972)
- Кшиштоф Пендерецкий (1972—1987)
- Кристина Мошуманьская-Назар (1987—1993)
- Марек Стаховский (1993—1999)
- Барбара Свянтек-Желязна (1999—2002)
- Марек Стаховский (2002—2004)
- Станислав Кравчиньский (2004—2012)
- Здзислав Лапиньский (2012—2016)
- Станислав Кравчиньский (с 2016 г.)

## Известные преподаватели
- Эгон Петри
- Станислав Скровачевский
- Антоний Вит
- Роман Палестер
- Габриэль Хмура
- Иоахим Грубих
- Мечислав Томашевский
- Кшиштоф Пендерецкий
- Мечислав Дробнер